# Trái tim thiếu nữ
Trái tim thiếu nữ (tiếng Trung: 少女之心, Pinyin: Shàonǚ zhī xīn, Hán-Việt: Thiếu nữ chi tâm) còn gọi là Hồi ức Mạn Na (曼娜回忆录) là cuốn tiểu thuyết viết tay khá nổi tiếng trong Cách mạng Văn hóa, được sao chép và lưu hành trên diện rộng vào khoảng năm 1974. Tác phẩm kể về câu chuyện tình yêu giữa nhân vật chính Mạn Na, anh họ Thiếu Hoa và bạn cùng lớp Lâm Đào, đây là tiểu thuyết khiêu dâm được lưu hành rộng rãi trong xã hội Trung Quốc dưới thời kỳ Cách mạng Văn hóa. Ngoài ra, theo ký ức của nhiều độc giả, Hồi ức Mạn Na không phải là tên riêng của Trái tim thiếu nữ. Trái tim thiếu nữ và Hồi ức Mạn Na lúc đầu là hai cuốn sách hoàn toàn khác nhau.

## Tóm lược
Vì là thủ bản nên thực tế không có bản Trái tim thiếu nữ nào độc đáo. Tuy nhiên, dựa trên sự tổng hợp nội dung của nhiều phiên bản, có thể rút ra một phác thảo sơ bộ về câu chuyện.

### Phiên bản thứ nhất
Nữ chính Mạn Na (曼娜) vào học viện thể thao sau khi tốt nghiệp trung học vì điểm kém. Trong kỳ nghỉ, cô trở về quê hương ở đồng bằng Châu Giang. Lúc này cô gặp anh họ Thiếu Hoa (少华) đến từ quê nhà Phúc Kiến đi nghỉ mát, trong lúc giao tiếp, đôi bên nảy sinh xung đột tình dục rồi phát sinh quan hệ tình dục. Sau kỳ nghỉ hè, Thiếu Hoa được thông báo phải quay trở lại Liên Xô học tập. Hai năm sau, Mạn Na học lên năm thứ ba và được gặp Lâm Đào (林涛), một người bạn cùng lớp trong khoa. Năm hai mươi hai tuổi, hai người kết hôn, truyện dành một đoạn dài miêu tả tình tiết hai người làm tình. Mạn Na sau đó mang thai đôi nhưng Lâm Đào đột nhiên qua đời vì bệnh tật. Sau khi cặp song sinh của Mạn Na chào đời, cô tái hôn và hai cô con gái sinh đôi thường làm những điều "không thể nói ra" với cha dượng sau khi bước vào tuổi dậy thì.
Toàn bộ câu chuyện tập trung vào lần đầu tiên giữa Mạn Na và Thiếu Hoa và lần đầu tiên với Lâm Đào.

### Phiên bản thứ hai
Khi nữ chính Hoàng Vĩnh Hồng (黄永红) mười sáu tuổi, cô ấy phát hiện ra rằng mẹ đang lừa dối mình, và cô đã dán những tờ đại tự báo ở cổng trường. Nhưng sau khi mẹ cô bị bắt, cô phát hiện ra rằng mọi người xung quanh cô, bao gồm cả cha và em trai đều đối xử với cô như kẻ thù. Hoàng Vĩnh Hồng rơi vào sự cô đơn và bối rối sâu sắc. Lúc này, bạn cùng lớp là Lý Quốc Hoa (李国华) đã an ủi cô rất nhiều, hai người dần dần nảy sinh tình cảm. Với sự tò mò và bốc đồng của tuổi mới lớn, họ đã có mối quan hệ xác thịt. Nhưng cha mẹ của Lý Quốc Hoa kiên quyết phản đối việc con trai họ kết giao với Hoàng Vĩnh Hồng. Thế rồi một chàng sinh viên đại học tên là Diêu Đại Minh (姚大明) đã bước chân vào cuộc đời của cô.
Sau khi Hoàng Vĩnh Hồng yêu Diêu Đại Minh, lần gặp mặt Lý Quốc Hoa đã làm sống lại mối quan hệ cũ. Cuối cùng, tình yêu ngầm giữa hai người đã bị Diêu Đại Minh phát hiện. Lý Quốc Hoa vô tình giết Diêu Đại Minh rồi tự sát. Hoàng Vĩnh Hồng cũng bị bắt vào tù, trong tù cô đã viết quyển hồi ký Trái tim thiếu nữ.
Người ta nói rằng đây là cốt truyện của nguyên tác Trái tim thiếu nữ, hoàn toàn khác với Hồi ức Mạn Na. Đáng lẽ trong quá trình sao chép bằng tay, không hiểu sao tựa đề của cuốn sách đã được dán nhãn thành Hồi ức Mạn Na. 

## Ảnh hưởng
Trong Cách mạng Văn hóa, tình trạng thiếu thốn sách vở và bản thảo rất phổ biến, ngoài ra, Trái tim thiếu nữ chứa một số lượng lớn các mô tả về tình dục, đã thu hút nhiều người sao chép lẫn nhau và nó đã trở nên phổ biến trên toàn quốc trong một thời gian dài.
Năm 1975, Trái tim thiếu nữ và Cái bắt tay thứ hai bị Diêu Văn Nguyên xếp vào loại sách phản động. Trương Dương, tác giả truyện Cái bắt tay thứ hai, thậm chí còn bị "Bè lũ Bốn tên" bắt giam và bị kết án tử hình, người nào không bị xử tử thì được cải tạo sau Cách mạng Văn hóa. Dưới thời kỳ Cách mạng Văn hóa, ai mà bị phát hiện đọc và sao chép tác phẩm này sẽ bị trừng phạt trong đơn vị, thậm chí bị phê đấu, cải tạo bằng lao động và các hình phạt khác, nếu tình hình nghiêm trọng, họ thậm chí còn bị kết án với tội danh côn đồ.
Trái tim thiếu nữ đã có một tác động tiêu cực nhất định vào thời điểm đó. Một số độc giả đã bắt chước âm mưu quan hệ tình dục với người khác (lúc đó cũng được coi là "hành vi côn đồ" bất hợp pháp), và một số thậm chí còn phạm tội tình dục thực sự từ ảnh hưởng của tiểu thuyết. Quan điểm này vẫn được duy trì cho đến ngày nay.
Năm 1998, tạp chí Focus đưa tin rằng có một số lượng lớn bản in Trái tim thiếu nữ không có số sách chính thức lưu hành trên thị trường. Năm 2004, có người định in lại truyện này nhưng sau khi in xong đã bị chính quyền cấm bán.
Năm 2017, Trái tim thiếu nữ được chuyển thể thành phim Hương vị mối tình đầu do Ngô Tuyên Nghi đóng vai chính, vẫn chưa được phát hành.